# اطلس بزرگ

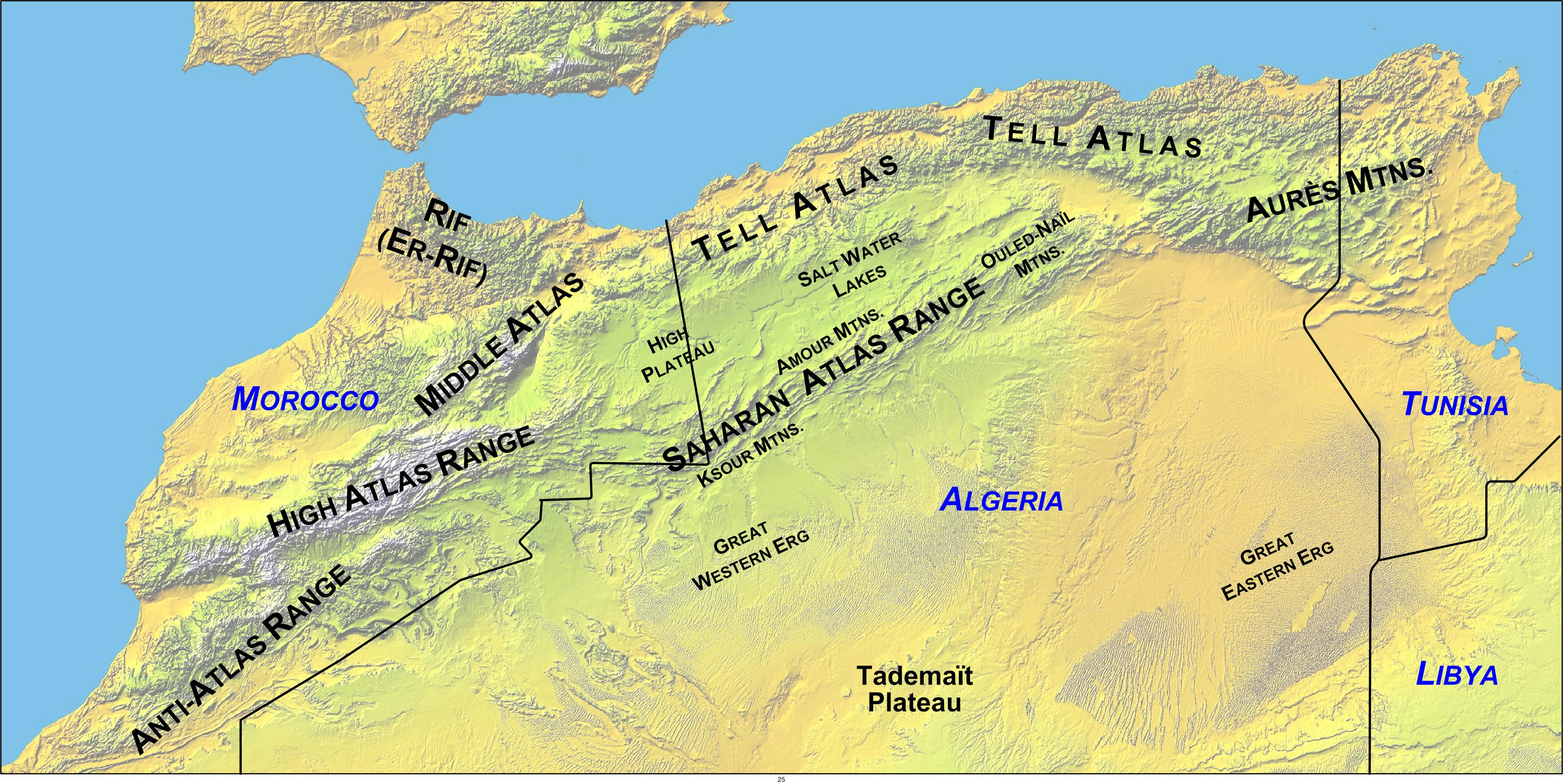
رشته‌کوه اطلس بزرگ.

اطلس بزرگ (به عربی: الاطلس الکبیر، به فرانسوی: Haut Atlas) نام رشته‌کوهی در مرکز کشور مراکش در شمال آفریقا است.
اطلس بزرگ از سمت غرب اقیانوس اطلس آغاز می‌شود و در سمت شرق تا مرز مراکش با الجزایر ادامه می‌یابد. رشته‌کوه اطلس بزرگ از سوی جنوب غربی به رشته‌کوه اطلس کوچک می‌پیوندد. کوه جبل توبقال به بلندای ۴٬۱۶۷ متر بلندترین نقطهٔ اطلس بزرگ است.

## نگارخانه

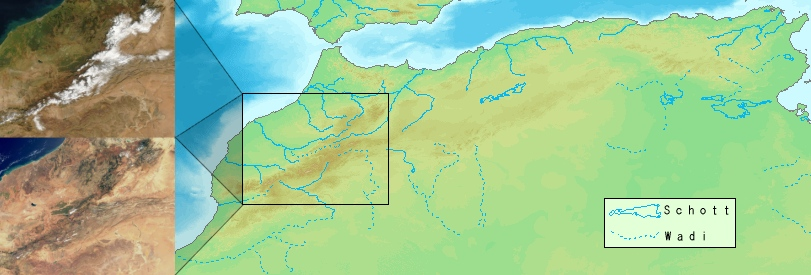
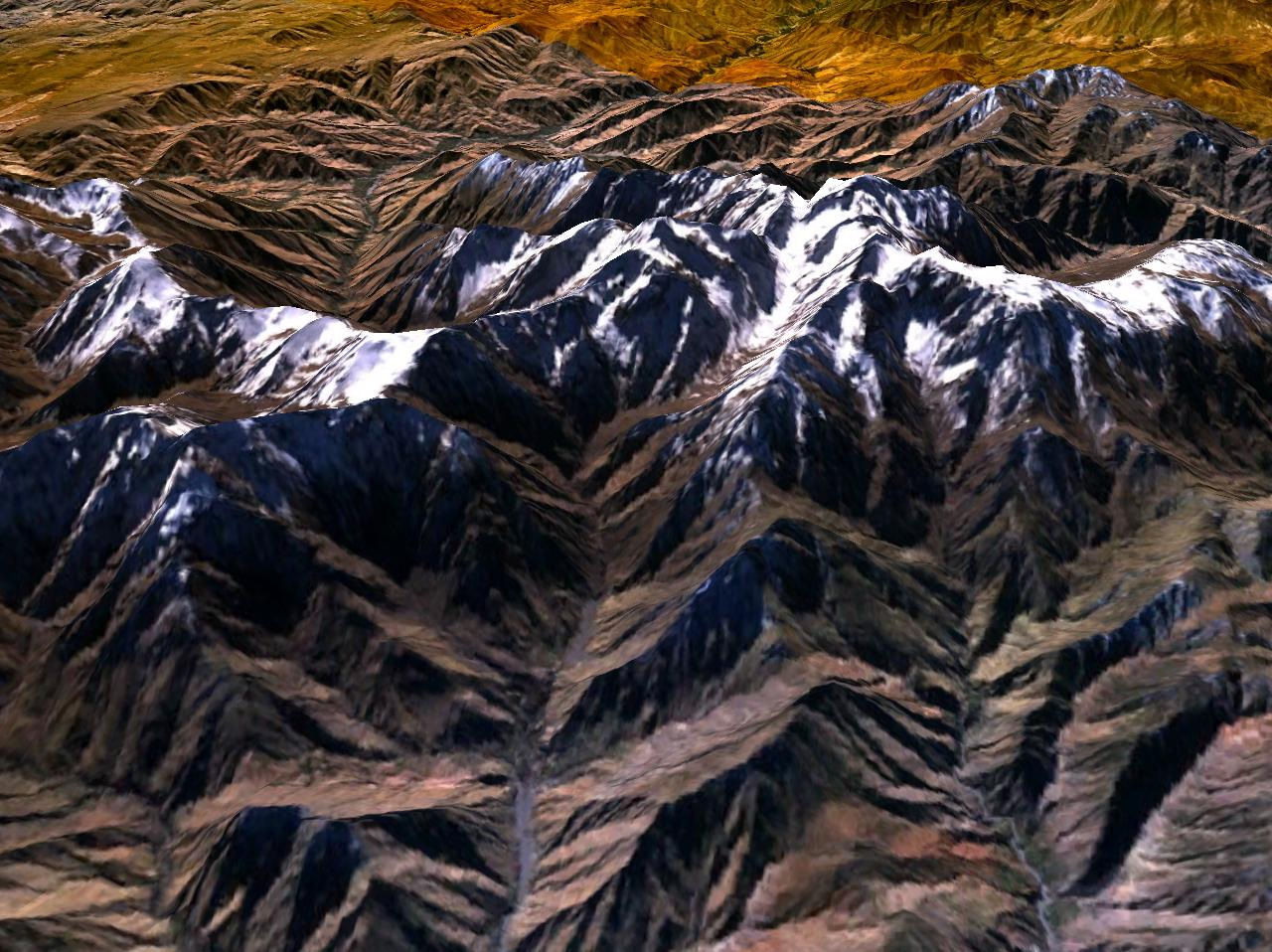
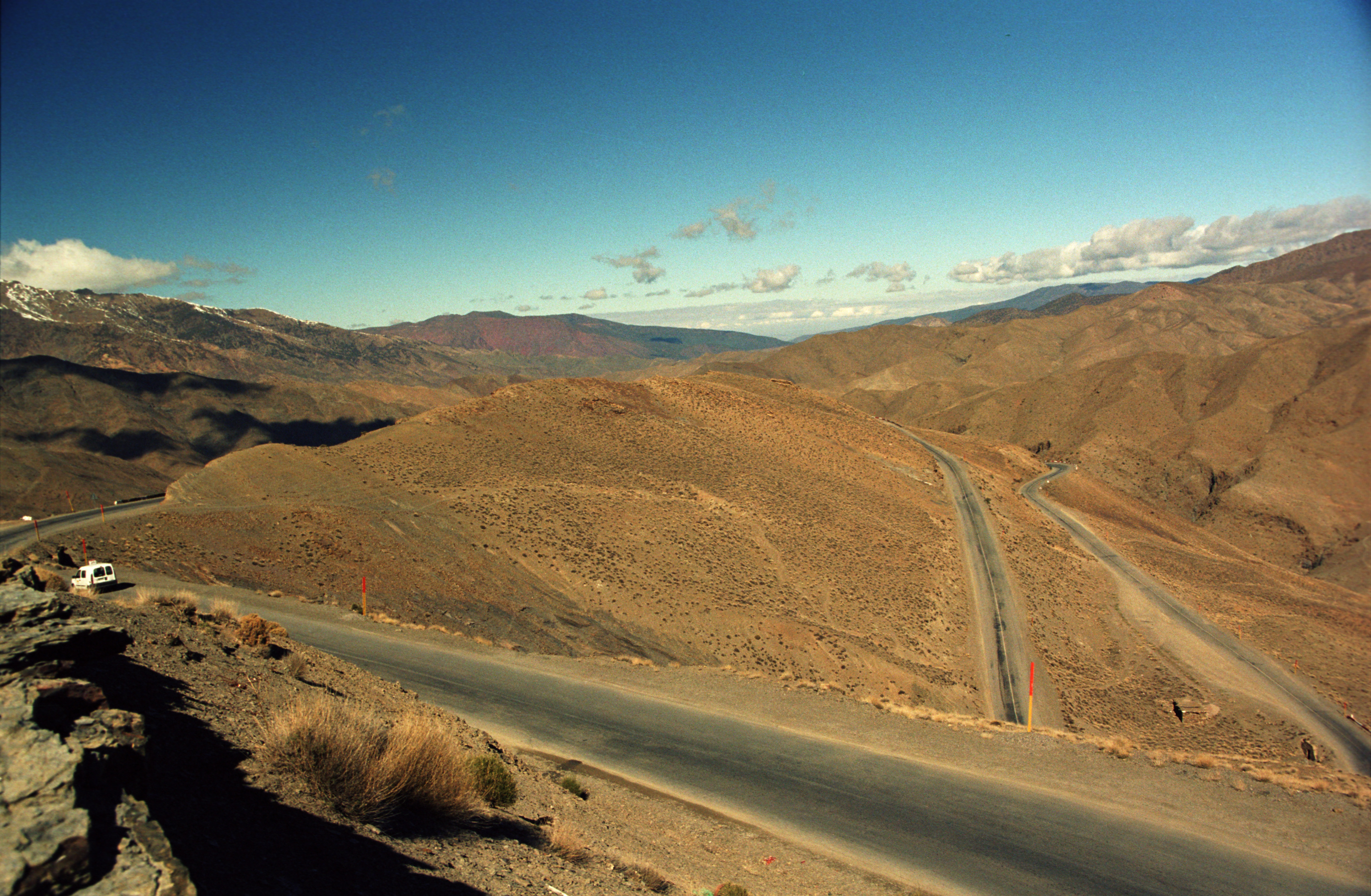
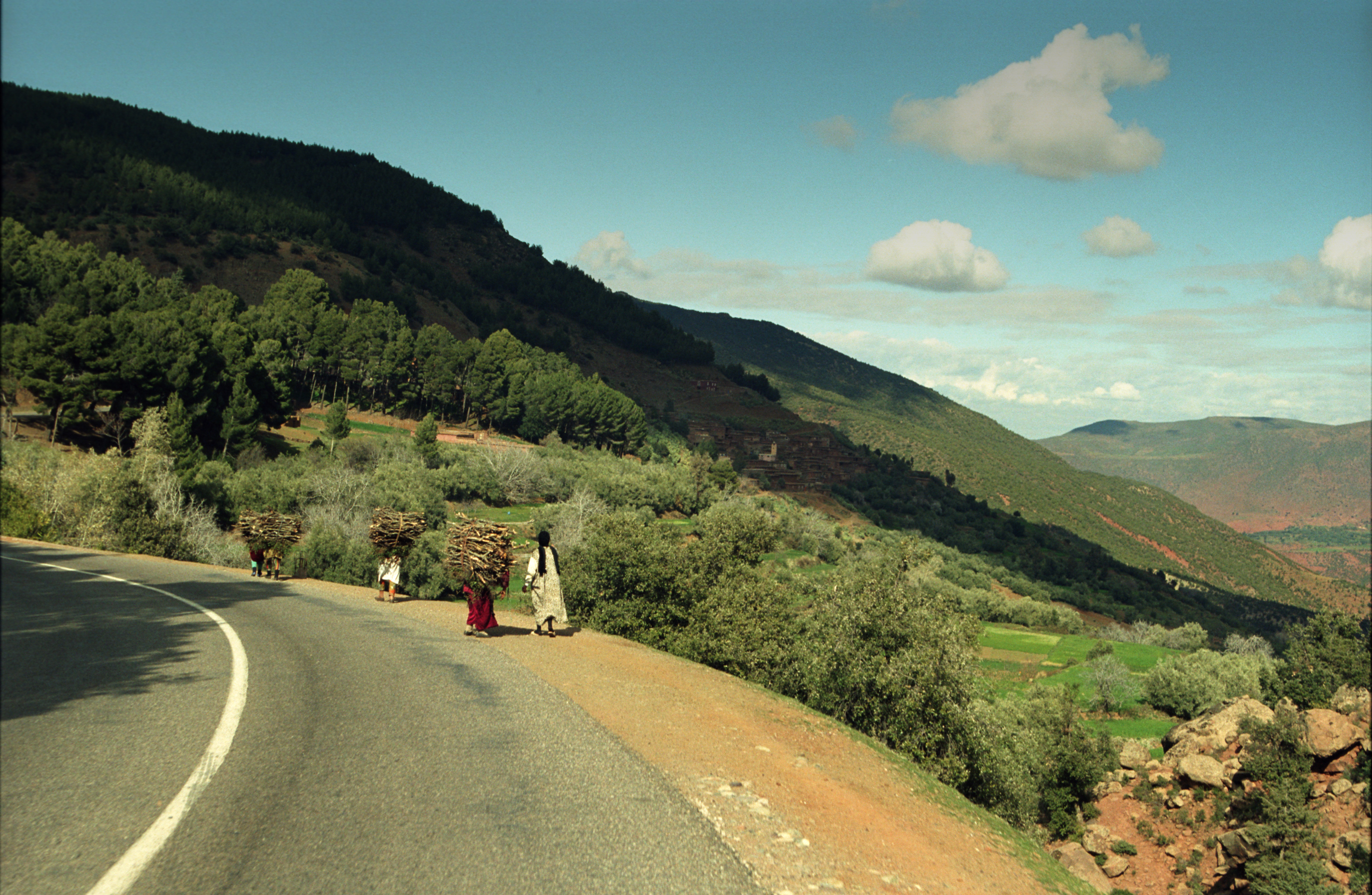
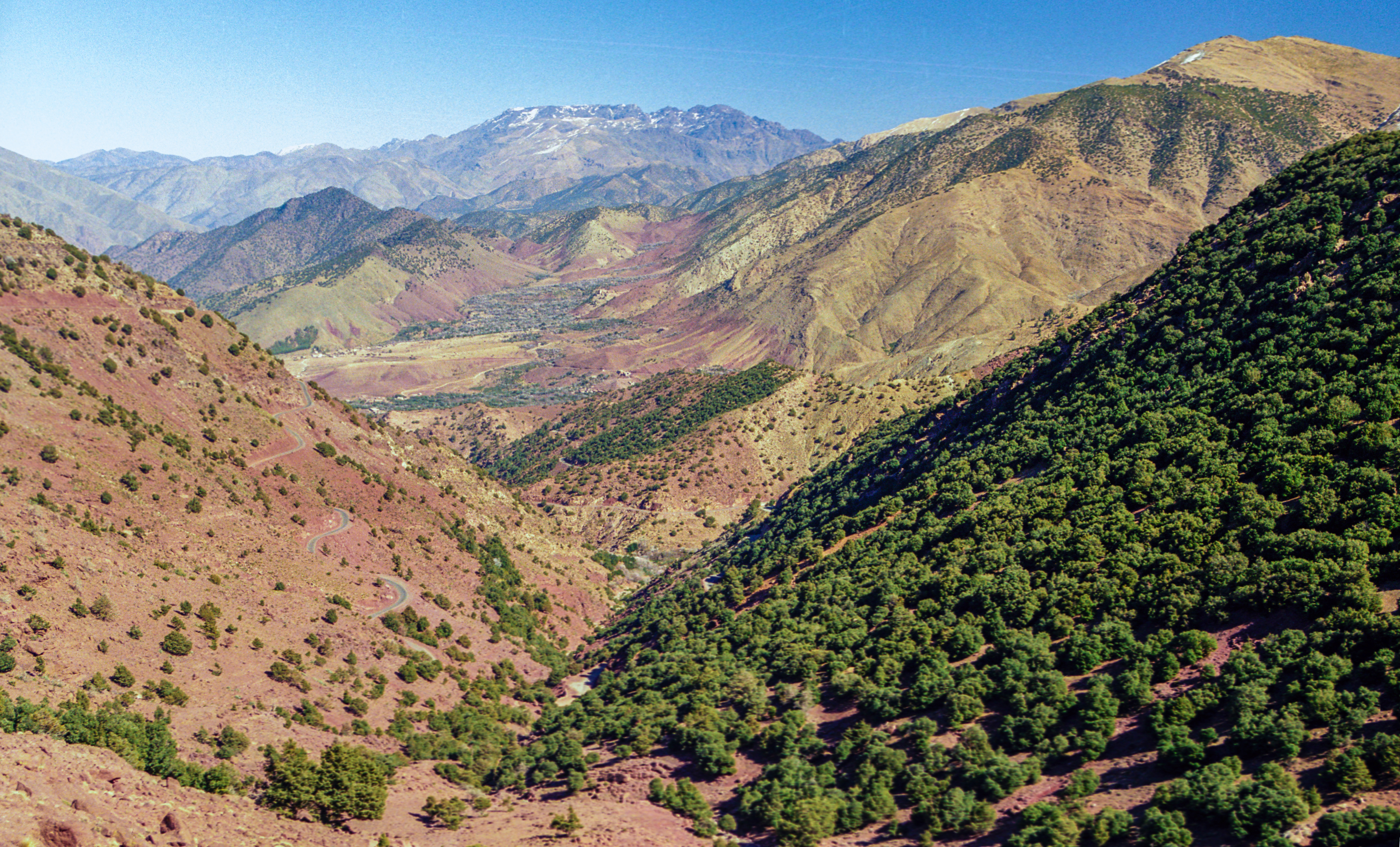
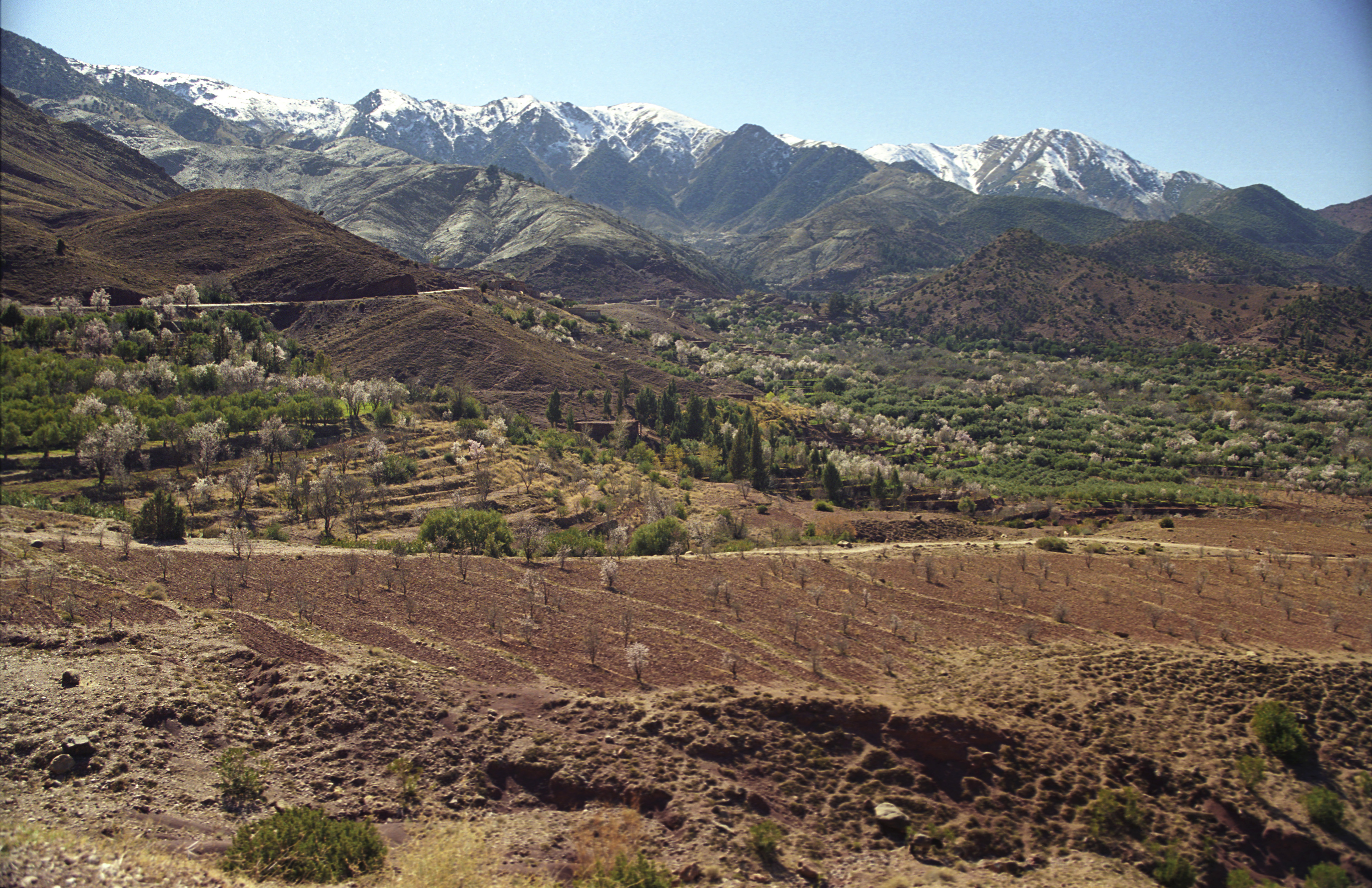
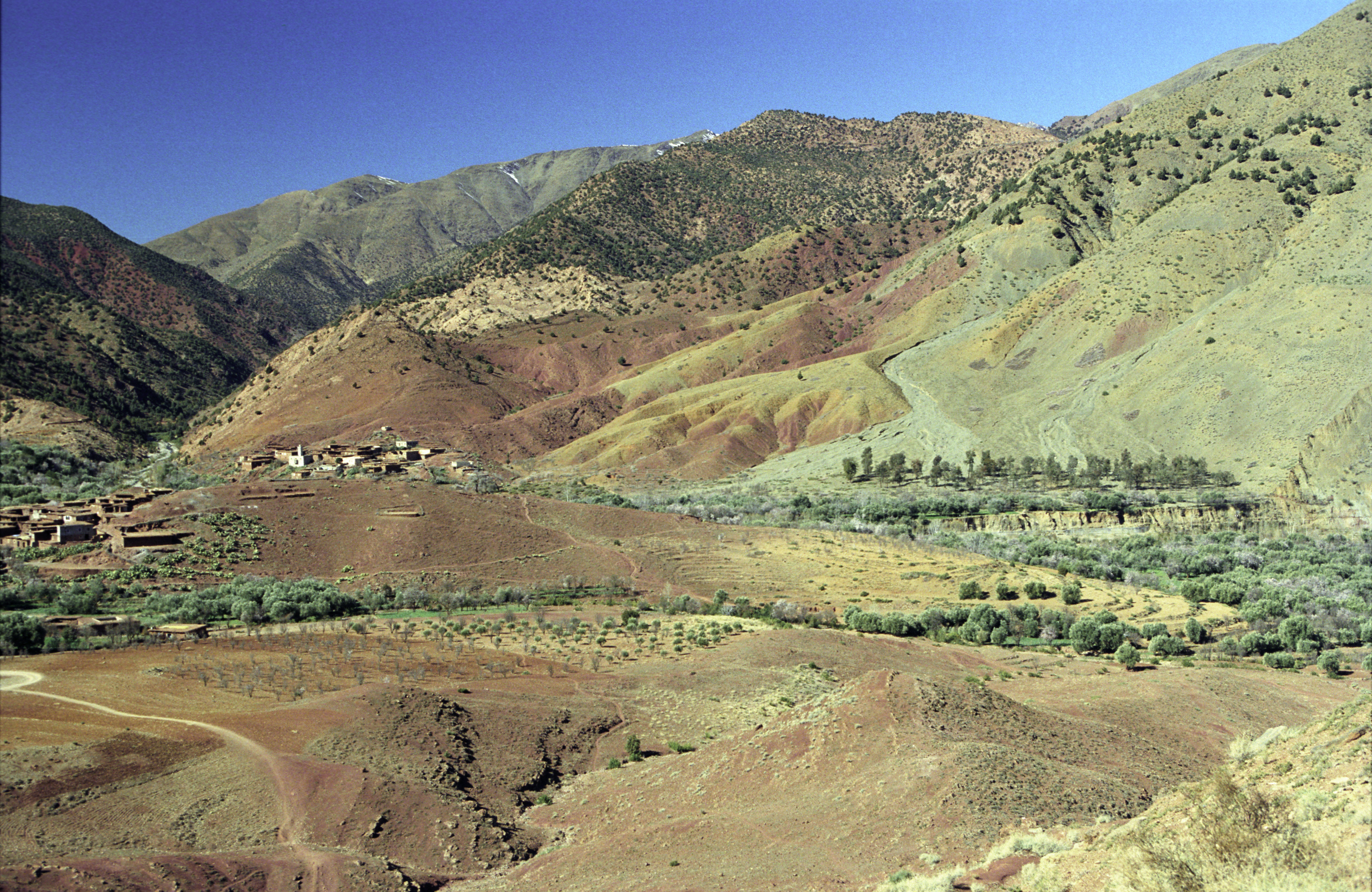
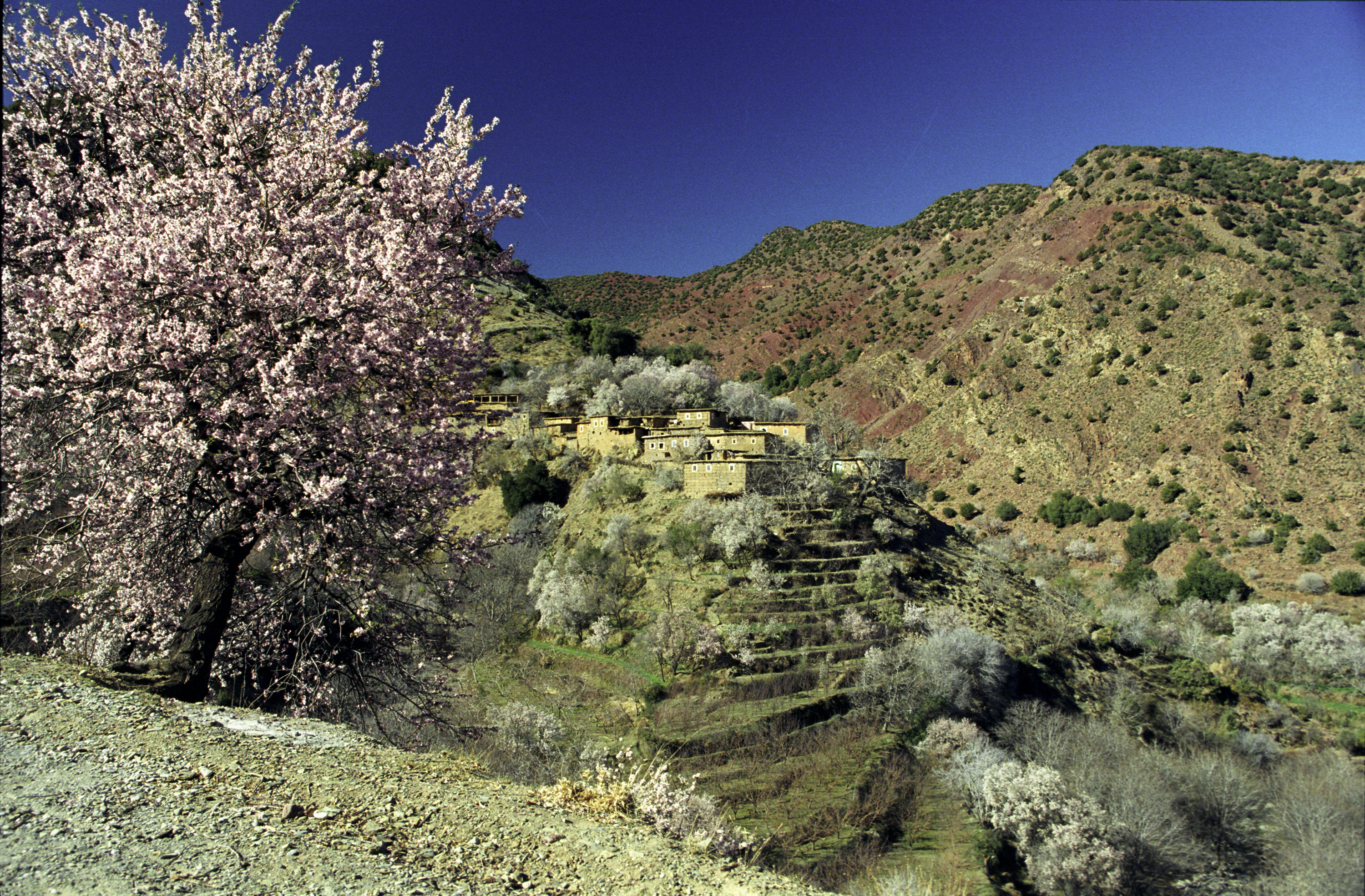
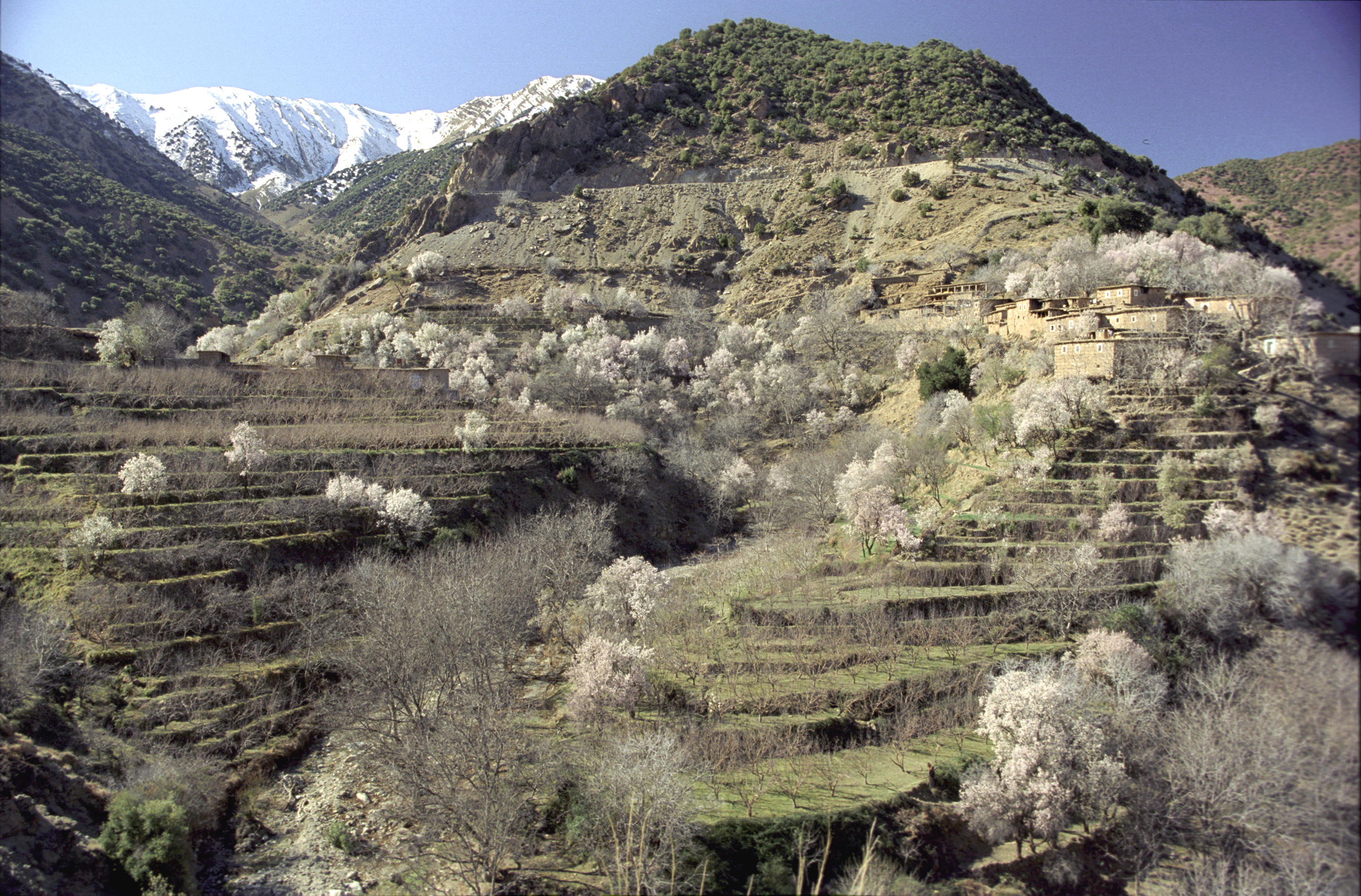
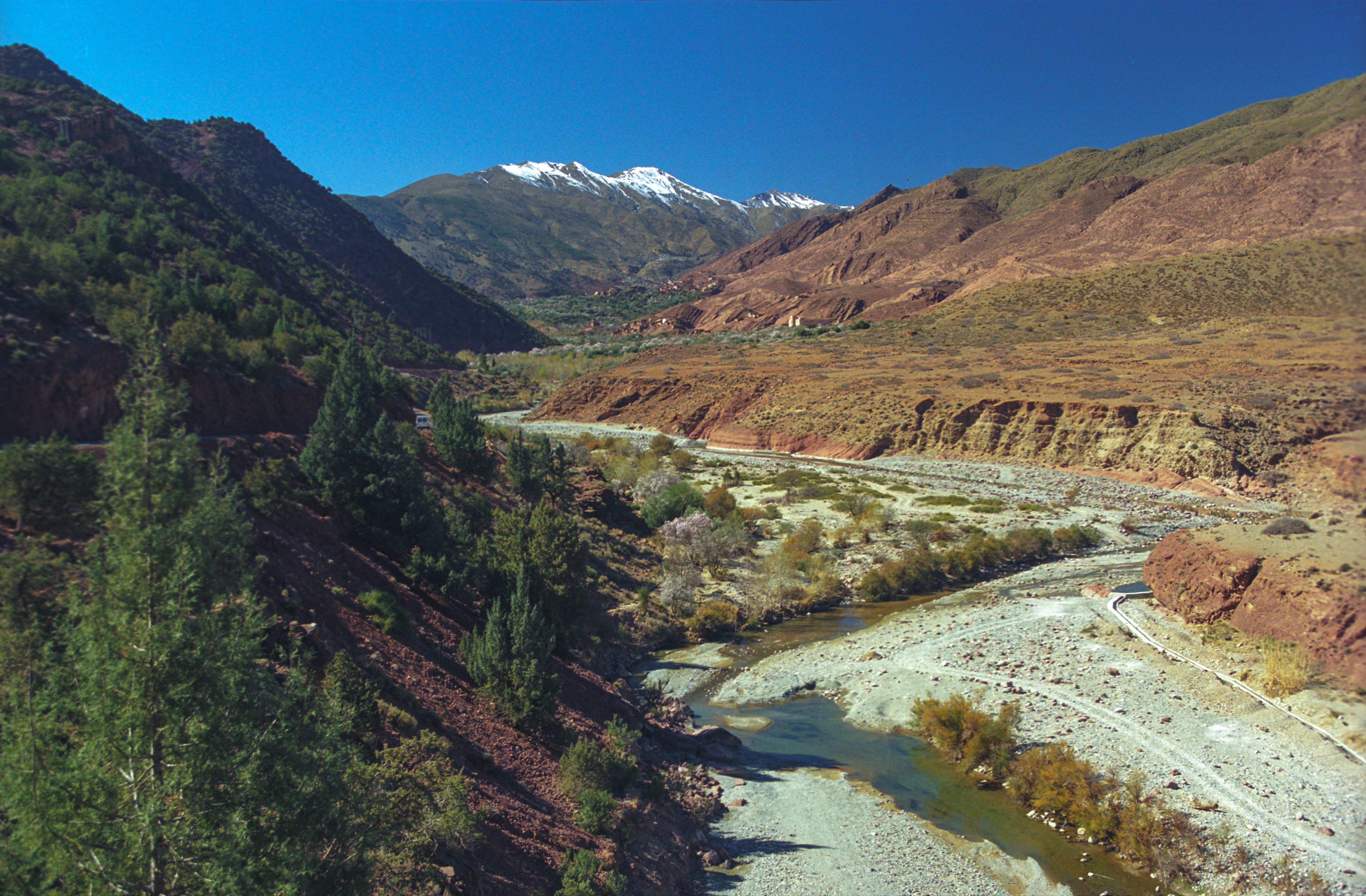
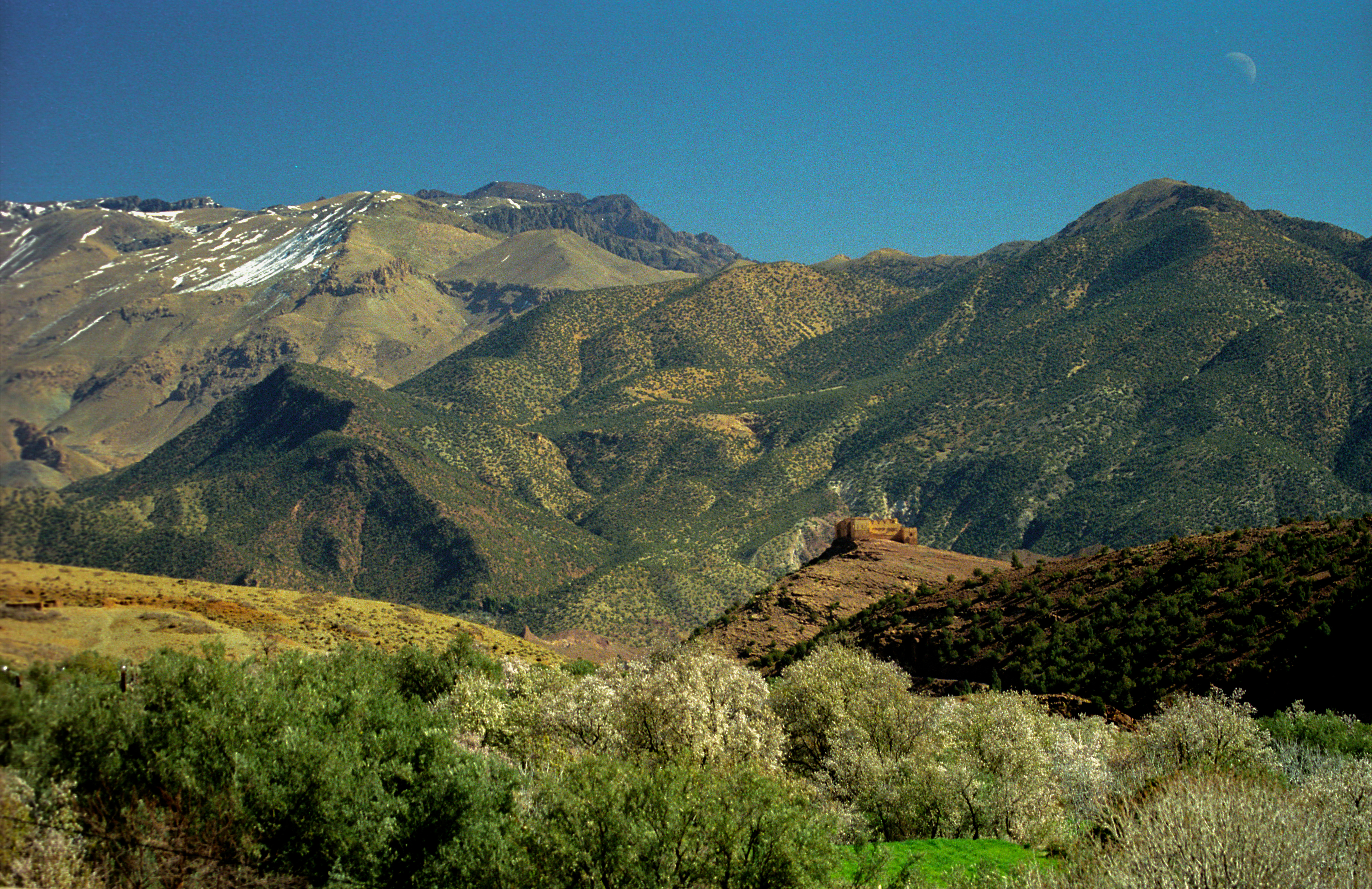